# Svartalv
Svartalv (även svartalf) är en varelse ur nordisk mytologi samt svensk översättning av engelskans dark elf och drow.
Uppdelningen i svartalver och ljusalver förekommer endast hos Snorre Sturlason. Enligt denne levde svartalfer under jorden och smidde och de kan därför möjligen vara en synonym för dvärgar, som de annars knappast går att skilja från. Ordet dvärg har troligen kommit av tyskans ord för dvärg, "Zwerg", och det bör ha införts någon gång under sen vikingatid. Om underjordiskt smide dessförinnan haft betydelse för nordisk mytologi, vilket är tvivelaktigt, kan svartalf ha varit den dåvarande gängse termen.
Möjligen fanns en ras av dvärgar, vilka kallades mjödvitner och arbetade som svartalvernas smeder. Särskiljning mellan ljusalfer och svartalfer, goda och onda, kan härstamma från kristendomens synsätt som började göra sitt intåg i Norden, vilket influerade Snorre Sturlason, som omnämner de båda i Eddan.

## Rollspel
Svartalfer förekommer som varelse i olika utgåvor av det svenska rollspelet Drakar och demoner av Äventyrsspel. 
Svartalver förekommer också som en ras i rollspelet "Dungeons & Dragons". Viss oenighet råder om huruvida det är rätt att översätta dark elf och drow till Svartalv, eller om "mörkeralv" är en bättre översättning. I så fall bör noteras att ordet mörkeralv på vissa ställen används för att beteckna andra arter av alver i spelet än just drow.
Svartalver förekommer även i spelserien the Elder Scrolls, men är här uppdelade mellan raserna Dunmer (gråhyade alver vilka inom spelets mytologi vördar Daedra, onda gudar) och Dwemer / Dwarves (en utrotad ras av alver som bodde i underjordiska slott och livnärde sig på smide och slavhandel).

## Harry Potter
I Harry Potter-världen driver svartalver (i det engelskspråkiga originalet goblins) trollkarlsbanken Gringotts. De har smarta ansikten och långa fingrar och fötter och förtrycks av Trolldomsministeriet som de gjort flera uppror mot, flera gånger under 1600-talet.
I böckerna figurerar de specifika svartalverna Griphook, som bland annat tog Hagrid och Harry till sina bankvalv i Harry Potter och de vises sten, och Ragnok som bara omnämns som någon som försökt utpressa Trolldomsministeriet på pengar.